# Ségry
Ségry és un municipi francès, situat al departament de l'Indre i a la regió de Centre – Vall del Loira. L'any 2007 tenia 504 habitants.

## Demografia

### Població
El 2007 la població de fet de Ségry era de 504 persones. Hi havia 188 famílies, de les quals 40 eren unipersonals (16 homes vivint sols i 24 dones vivint soles), 64 parelles sense fills, 64 parelles amb fills i 20 famílies monoparentals amb fills.
La població ha evolucionat segons el següent gràfic:
Habitants censats

### Habitatges
El 2007 hi havia 250 habitatges, 192 eren l'habitatge principal de la família, 34 eren segones residències i 24 estaven desocupats. 248 eren cases i 2 eren apartaments. Dels 192 habitatges principals, 161 estaven ocupats pels seus propietaris, 25 estaven llogats i ocupats pels llogaters i 6 estaven cedits a títol gratuït; 2 tenien una cambra, 11 en tenien dues, 16 en tenien tres, 56 en tenien quatre i 107 en tenien cinc o més. 134 habitatges disposaven pel capbaix d'una plaça de pàrquing. A 74 habitatges hi havia un automòbil i a 113 n'hi havia dos o més.

### Piràmide de població
La piràmide de població per edats i sexe el 2009 era:
| Homes | Edats   | Dones |
| ----- | ------- | ----- |
| 0     | 95 o +  | 4     |
| 4     | 90 a 94 | 4     |
| 0     | 85 a 89 | 4     |
| 0     | 80 a 84 | 4     |
| 8     | 75 a 79 | 12    |
| 20    | 70 a 74 | 16    |
| 8     | 65 a 69 | 8     |
| 12    | 60 a 64 | 4     |
| 16    | 55 a 59 | 8     |
| 8     | 50 a 54 | 20    |
| 20    | 45 a 49 | 20    |
| 28    | 40 a 44 | 8     |
| 16    | 35 a 39 | 28    |
| 20    | 30 a 34 | 4     |
| 16    | 25 a 29 | 8     |
| 16    | 20 a 24 | 12    |
| 12    | 15 a 19 | 4     |
| 12    | 10 a 14 | 12    |
| 4     | 5 a 9   | 20    |
| 4     | 0 a 4   | 8     |

## Economia
El 2007 la població en edat de treballar era de 328 persones, 257 eren actives i 71 eren inactives. De les 257 persones actives 241 estaven ocupades (133 homes i 108 dones) i 16 estaven aturades (5 homes i 11 dones). De les 71 persones inactives 26 estaven jubilades, 27 estaven estudiant i 18 estaven classificades com a «altres inactius».

### Ingressos
El 2009 a Ségry hi havia 200 unitats fiscals que integraven 517 persones, la mediana anual d'ingressos fiscals per persona era de 18.132 €.

### Activitats econòmiques
Dels 12 establiments que hi havia el 2007, 2 eren d'empreses de fabricació d'altres productes industrials, 1 d'una empresa de construcció, 1 d'una empresa de comerç i reparació d'automòbils, 4 d'empreses de transport, 1 d'una empresa d'hostatgeria i restauració, 1 d'una empresa de serveis i 2 d'entitats de l'administració pública.
L'únic servei als particulars que hi havia el 2009 era una fusteria.
L'any 2000 a Ségry hi havia 17 explotacions agrícoles.

## Equipaments sanitaris i escolars
El 2009 hi havia una escola elemental integrada dins d'un grup escolar amb les comunes properes formant una escola dispersa.

## Poblacions més properes
El següent diagrama mostra les poblacions més properes.